# Proyección cónica simple

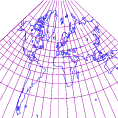
Mapa del mundo en proyección central cónica

La proyección cónica simple se obtiene proyectando los elementos de la superficie esférica terrestre sobre una superficie cónica secante, tomando el vértice en el eje que une los dos polos. 
La proyección cónica simple puede tener uno o dos paralelos de referencia. 

La malla de meridianos y paralelos se dibuja proyectándolos sobre el cono suponiendo un foco de luz que se encuentra en el centro del globo. El cono sí es una figura geométrica que pueda desarrollarse en un plano. 
El resultado es un mapa semicircular en el que los meridianos son líneas rectas dispuestas radialmente y los paralelos arcos de círculos concéntricos. La escala aumenta a medida que nos alejamos del paralelo de contacto entre el cono y la esfera.

## Si tiene dos paralelos de referencia
El cono secante corta el globo. A medida que nos alejamos de ellos la escala aumenta pero en la región comprendida entre los dos paralelos la escala disminuye. 
Esto es una representación de la tierra que muestra que la disposición de los paralelos es que puede tener uno o dos de diferencia 